# Janice Monk
Pour les articles homonymes, voir Monk (homonymie).
Janice Jones Monk, née à Sydney (Australie) le 13 mars 1937 et morte à Tucson (Arizona) le 12 juillet 2024, est une géographe féministe australo-américaine, chercheuse et professeure émérite à l'Université de l'Arizona (États-Unis).

## Biographie
Janice Monk  grandit à Sydney, en Australie, et obtient en 1957 un BA (Bachelor of Arts, l'équivalent d'une licence en sciences humaines) en géographie à l'Université de Sydney.  
Elle déménage aux États-Unis grâce à une bourse et obtient une maîtrise et un doctorat de l'Université de l'Illinois (1963, 1972). Le sujet de son doctorat est pionnier : les conditions sociales des peuples autochtones des régions rurales de la Nouvelle-Galles du Sud en Australie, vivant dans des communautés à majorité blanche (Socio-Economic Characteristics of Six Aboriginal Communities in Australia: A Comparative Ecological Study). Janice Monk continue de travailler dans l'Illinois en tant que professeure adjointe de géographie de 1972 à 1980. 
En 1980, elle déménage à Tucson pour rejoindre le Southwest Institute for Research on Women (SIROW) de l'Université de l'Arizona ; elle en devient la directrice exécutive de 1983 à 2004. 
À sa retraite en 2004, elle devient professeure en géographie et développement, puis professeure émérite. 
Elle est présidente de l'American Association of Geographers en 2001–2002.
Janice Monk meurt le 12 juillet 2024, âgée de 87 ans.

## Travaux
Monk a apporté une contribution significative à la géographie sociale et culturelle anglo-saxonne, avec un accent particulier porté sur les femmes et les groupes minoritaires aux États-Unis et au Mexique, leurs moyens de subsistance et leur santé. Son travail au sein du SIROW porte notamment sur un soutien transfrontalier et régional aux groupes de femmes et aux communautés minoritaires. Il a bénéficié de plusieurs subventions de recherche importantes, totalisant 6 500 000 $. Son projet The Desert Is No Lady retrace une histoire féministe auparavant non-écrite des femmes pionnières dans l'Ouest américain. L'ouvrage propose une analyse du point des femmes qui cherchent réceptivité, communion et fusion harmonique, au contraire de la volonté de conquête des hommes qui vise à vaincre et dominer la nature. Il aboutit à un court-métrage (1994) et un livre (1997), tous deux primés,.
Ses contributions à la discipline géographique comprennent plus de 100 articles dans des revues académiques sur le développement et l'histoire de la géographie féministe, où elle est considérée comme une pionnière, et sur la géographie du genre. Son article de 1982 avec Susan Hanson, destiné à faire connaître les contributions substantielles des femmes dans la géographie, une discipline dominée par les hommes, a été cité 250 fois (février 2018). Elle a contribué plus largement à l'importance de la reconnaissance des femmes dans l'enseignement supérieur et la recherche.

## Distinctions
- Doctore Honoris Causa (PhD honoraire), Université autonome de Barcelone (2013)[9]
- Lauréat d'Honneur, Union géographique internationale (2012)
- Prix pour réalisation exceptionnelle (Outstanding Achievement Award), Society of Woman Geographers (2008)
- Prix Enhancing Diversity, Association of American Geographers (2008)
- Distinguished Mentor Award, National Council for Geographic Education (2004)
- Taylor and Francis Award, Royal Geographical Society (avec l'Institute of British Geographers) (2003)
- Distinctions honorifiques à vie (Lifetime Achievement Honors), Association of American Geographers (2000)

Le prix Janice Monk Service Award est décerné chaque année par le groupe Geographic Perspectives on Women de l'Association of American Geographers. Une conférence de Janice Monk (Janice Monk Lecture) en géographie féministe est également organisée et publiée dans la revue Gender, Place and Culture.

## Publications principales
- Practicing Geography: Careers for Enhancing Society and Environment. Michael Solem, Kenneth Foote, and Janice Monk (eds). Boston: Pearson. 2013.
- Presidential Musings from the Meridian: Reflections on the Nature of Geography. M.Duane Nellis, Janice Monk, and Susan L. Cutter (eds). University of West Virginia Press. 2004.
- Encompassing Gender: Integrating International Studies and Women’s Studies. Mary Lay, Janice Monk and Deborah Rosenfelt (eds). New York: The Feminist Press. 2002.
- The Twenty-first Century Workforce: Opportunity and Promise for Women. Barbara Becker and Janice Monk (eds). Phoenix: Soroptimists International. 1997
- The Desert Is No Lady: Southwestern Landscapes in Women's Writing and Art. Vera Norwood and Janice Monk, (eds). New Haven: Yale University Press. 1987 and University of Arizona Press, 1997. 
  - Awarded Southwest Book Award, Border Regional Library Association, 1988.
- Women and the Arizona Economy. Janice Monk and Alice Schlegel, (eds). Phoenix: Arizona Women's Town Hall/Tucson: Southwest Institute for Research on Women, 1986.